# Jacques Taddei
Pour les articles homonymes, voir Taddeï.
Jacques Taddei, né le 5 juin 1946 à Nice et mort le 24 juin 2012 à Paris 16e, est un pianiste concertiste et un organiste liturgique et récitaliste français, membre de l'Institut.
Il est titulaire des orgues de la basilique Sainte-Clotilde de Paris et directeur du Conservatoire national de région (CNR) de Paris.
Membre de l'Académie des beaux-arts, il est élu par ses pairs à la direction du musée Marmottan Monet en 2007.

## Biographie
Jacques Taddei est le fils de Jean Taddei, commerçant, et de Joséphine Taddei, née Ramella. Il est élève au Lycée Masséna à Nice, puis étudiant à l'Université de la Sorbonne et au Conservatoire national supérieur de musique  et de danse de Paris. Au Conservatoire, il reçoit notamment, dans la classe de Lucette Descaves, un 1er Prix de piano, à l'unanimité du jury, ainsi qu'un 1er Prix de musique de chambre.
En 1973, il est lauréat du Grand Prix du concours international Marguerite Long – Jacques Thibaud.
Sur les conseils d'Henri Dutilleux, il travaille la composition avec Tony Aubin et entreprend l'étude de l'orgue avec Marie-Claire Alain et Pierre Cochereau. Il est lancé par ce dernier qui le considère comme son disciple après qu'il eut obtenu, en 1980, le Grand Prix d'improvisation du concours international d'orgue de Chartres,.
Poursuivant une carrière internationale d'interprète et de créateur, Jacques Taddei est l'un des rares musiciens de sa génération à pouvoir proposer des récitals d'orgue ou de piano dans des programmes entièrement consacrés à Jean-Sébastien Bach, Franz Liszt, César Franck (son prédécesseur à la tribune de l'orgue de Sainte-Clotilde), Francis Poulenc ou Marcel Landowski. Jouant sous la direction de grands chefs d'orchestre, tels que Georges Prêtre ou Jean-Claude Casadesus, ses récitals le conduisent dans la plupart des pays européens, ainsi qu'en Russie, aux États-Unis, en Amérique latine, à Hong-Kong, au Japon et en Corée. Il est également régulièrement invité à participer à des jurys de concours internationaux de musique.
En 1987, il est nommé à la direction du Conservatoire national de région de Paris.

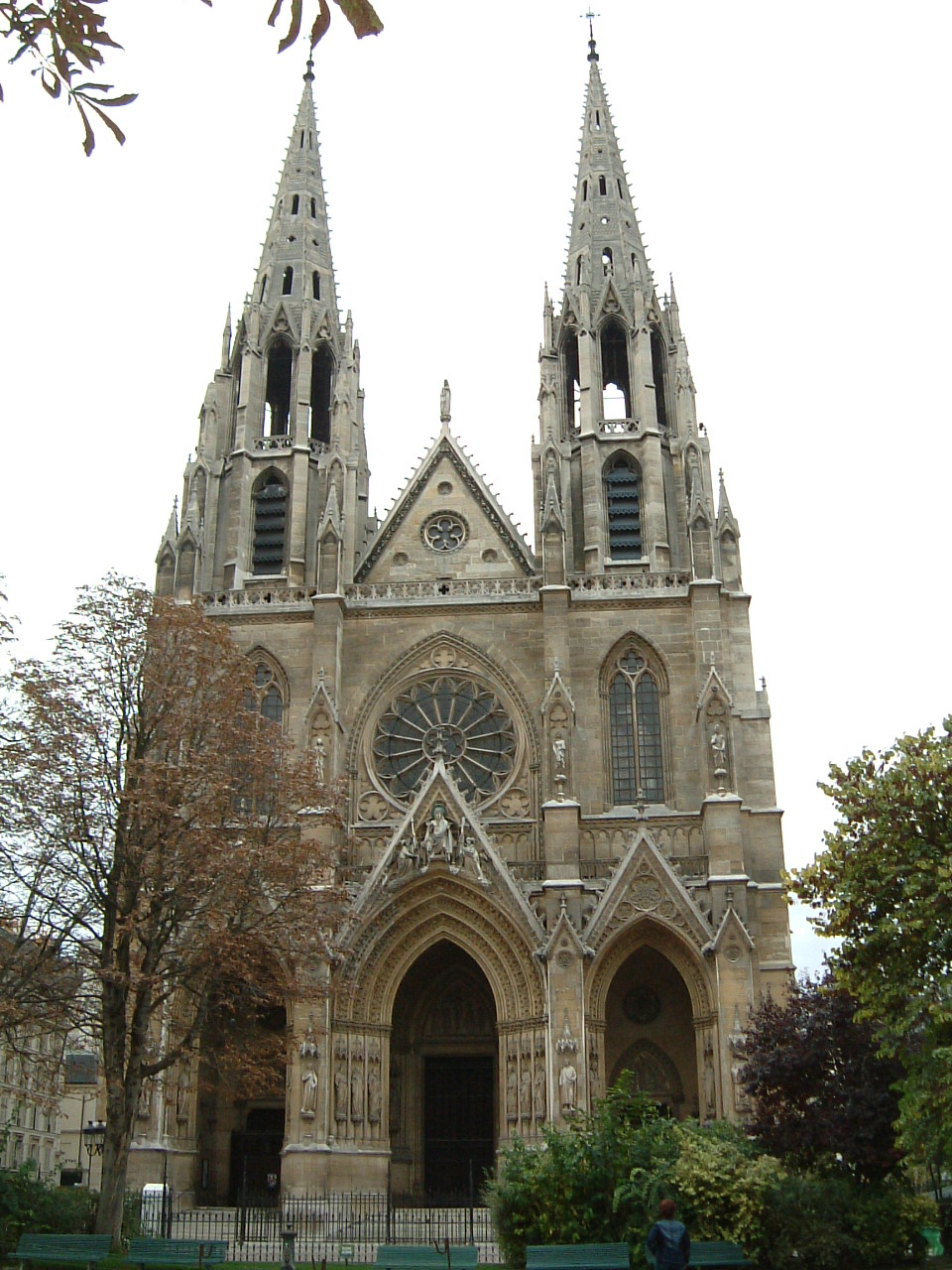
Basilique Sainte-Clotilde

À partir de 1988, il est nommé cotitulaire puis, de 1993 à 2012, titulaire des grandes orgues Cavaillé-Coll de la basilique Sainte-Clotilde de Paris (7e),,.
Il assume en outre, pendant douze ans, les responsabilités de maire-adjoint à la culture de la ville de Rueil-Malmaison, et participe à la transformation de l'école municipale de musique en conservatoire national de région de Rueil-Malmaison.
Président de l’Académie internationale d’été de Nice de 1991 à 2012, (qui consacrera un prix à son nom : le « prix Jacques Taddei »), il dirige parallèlement le Festival d'art sacré de la Ville de Paris de 1993 à 2005 et occupe, de surcroît, les fonctions de directeur artistique du Concours international d'orgue de la Ville de Paris qu'il a créé en 1995.
Musicien, pédagogue et administrateur, il est élu membre de l'Académie des beaux-arts, section composition musicale, le 28 novembre 2001,,.
Il se retire, en décembre 2004, de la direction du Conservatoire national de région de Paris et occupe le poste de directeur de la Musique de Radio France de janvier 2005 à janvier 2006.
Le 26 janvier 2006, il est nommé inspecteur général de l'Éducation nationale,,, par le Premier ministre Dominique de Villepin et le ministre de l'Éducation nationale Gilles de Robien.
L'Académie des beaux-arts, réunie en séance plénière le 21 novembre 2007, le nomme directeur du musée Marmottan Monet de Paris,, en remplacement de Jean-Marie Granier, décédé le 4 août de la même année.
Jacques Taddei décède le 24 juin 2012 à son domicile de fonction du musée Marmottan Monet,, situé dans le 16e arrondissement de Paris,. Il était l'époux de la princesse Anne-Louise de Broglie et était père de deux filles,,.

## Discographie
Liste complète des enregistrements de Jacques Taddei, établie par Alain Cartayrade, sur France Orgue.

## Décorations
- Officier de la Légion d'honneur (2003)[1],[20]
- Officier de l’ordre national du Mérite[2]
- Commandeur des Arts et des Lettres[1]
- Chevalier des Palmes académiques[1]